# Ufficio parlamentare di bilancio
L'Ufficio parlamentare di bilancio (UPB) è un organismo indipendente italiano, che svolge una funzione di vigilanza sulla finanza pubblica.

## Funzioni
È stato costituito nel 2014 in base alla legge 243/2012, sull'attuazione del principio del pareggio di bilancio, inserito in Costituzione nel 2012 (legge costituzionale 1/2012), come imposto dal patto di bilancio europeo. In precedenza era stato raccomandato dalla direttiva 2011/85/UE.
L'ufficio è istituito presso il Parlamento, nei confronti del quale è accountable. Ha sede a Palazzo San Macuto.
Il consiglio dell'ufficio è composto da tre persone, nominate dai presidenti della Camera e del Senato scegliendo da una rosa di dieci candidati votati dalle commissioni Bilancio di Senato e Camera con una maggioranza dei due terzi. Il Presidente e i consiglieri rimangono in carica per 6 anni.
Attualmente, la presidente è Lilia Cavallari, nominata insieme ai consiglieri Giampaolo Arachi e Valeria De Bonis.
Il primo presidente è stato Giuseppe Pisauro, nominato nel 2014, assieme ai consiglieri Chiara Goretti e Alberto Zanardi.